# チェイク・ディアロ
- シェック・ディアロ

チェイク・ディアロ（Cheick Diallo,1996年9月13日 - ）は、マリ共和国出身のプロバスケットボール選手。ポジションはパワーフォワード/センター。

## 来歴
14歳の時にバスケットボールを始め、2012年2月、家族と共に出身地のカイから15時間をかけて首都バマコにたどり着き、NBA選手を目指す為に渡米。ニューヨーク州ロングアイランドのアメリカンスクールに進学 。2015年にマクドナルド・オール・アメリカンゲームやジョーダンブランド・クラシックゲームでMVPを受賞するなど、大きく成長した。
大学は名門カンザス大学に進学。2015-16シーズンは平均出場時間7.5分で3得点2.5リバウンドという成績に終わったが、ディアロは2016年のNBAドラフトにエントリーすることを決意。5月にドラフトコンバインにも参加し、猛アピールしたディアロは、ドラフトでは33位でロサンゼルス・クリッパーズから指名され、ドラフト当日のトレードで権利がニューオーリンズ・ペリカンズに移動し、NBAサマーリーグを経て3年契約を結んだ。
ルーキーシーズンの2016-17シーズンは、シーズンの大半をDリーグでの修行に注ぎ込むシーズンとなったが、2017年4月11日のロサンゼルス・レイカーズ戦では19得点11リバウンドを記録し、初のダブル・ダブルを達成した。
2019年7月23日、フェニックス・サンズと2年契約を締結。しかし、2019-20シーズンは47試合4.7得点に終わり、同シーズン終了後に解雇。2020-21シーズンはバロンセスト・フエンラブラダなどでプレー。
2021年11月7日、モーターシティ・クルーズと契約。同年12月22日にオミクロン株によるクラスター発生や負傷者が相次いだデトロイト・ピストンズと10日間契約を結んだ。